# Tomasz Młynarski
Tomasz Młynarski (ur. w 1977 w Krakowie) – polski naukowiec, politolog specjalizujący się w problematyce współczesnych stosunków i bezpieczeństwa międzynarodowego, integracji europejskiej oraz polityce zagranicznej Francji. W latach 2017–2022 ambasador RP we Francji.

## Życiorys
Ukończył studia na Wydziale Prawa i Administracji UJ (praca magisterska nt. wspólnej polityki rolnej Unii Europejskiej). W 2005 obronił rozprawę doktorską Stanowisko Francji wobec reformy instytucjonalnej i poszerzenia Unii Europejskiej (1996–2004) (promotor: Erhard Cziomer), a w 2014 habilitował na podstawie monografii pt. Francja w procesie uwspólnotowienia bezpieczeństwa energetycznego i polityki klimatycznej UE.
Zawodowo związany z Uniwersytetem Jagiellońskim, gdzie jest profesorem nadzwyczajnym w Katedrze Stosunków Międzynarodowych i Polityki Zagranicznej INPiSM UJ. Zajmuje się problematyką współczesnych stosunków w dziedzinie bezpieczeństwa międzynarodowego, integracji europejskiej oraz polityką zagraniczną Francji. Jest autorem 6 monografii i 70 artykułów naukowych.
Był stypendystą Instytutu Nauk Politycznych w Paryżu (2012) i w Rennes (1999–2000) oraz Sorbony (2012, 2014). Prowadził wykłady gościnne na uniwersytetach we Francji, Niemczech, Irlandii i Węgrzech. Działa m.in. w Polskim Towarzystwie Studiów Międzynarodowych i European International Studies Association.
Pełnił funkcję zastępcy dyrektora Biura Dyrektora Generalnego w Małopolskim Urzędzie Wojewódzkim oraz zarządzał firmą.
12 czerwca 2017 został ambasadorem RP we Francji z dodatkową akredytacją na Monako. Odwołany początkowo z dniem 30 kwietnia 2021. Następnie z dniem 30 czerwca 2021, a jeszcze później 30 czerwca 2022. Ostatecznie odwołany z dniem 31 marca 2022.
Jest żonaty, ma troje dzieci. Włada biegle językami: francuskim i angielskim.

## Wybrane publikacje
- Francja wobec głównych problemów reformy instytucjonalnej Unii Europejskiej w XXI w., Wydawnictwo Dante, Kraków, 2006, ISBN 978-83-89500-99-1.
- Bezpieczeństwo energetyczne w pierwszej dekadzie XXI wieku: mozaika interesów i geostrategii, Wydawnictwo Uniwersytetu Jagiellońskiego, Kraków, 2011, ISBN 978-83-233-3119-3.
- Francja w procesie uwspólnotowienia bezpieczeństwa energetycznego i polityki klimatycznej Unii Europejskiej, Wydawnictwo Uniwersytetu Jagiellońskiego, Kraków 2013, ISBN 978-83-233-3497-2.
- Źródła energii i ich znaczenie dla bezpieczeństwa energetycznego w XXI wieku, współautorstwo z M. Tarnawskim, Wydawnictwo Difin, Kraków 2015, ISBN 978-83-8085-024-8.
- Energetyka jądrowa wobec globalnych wyzwań bezpieczeństwa energetycznego i reżimu nieproliferacji w erze zmian klimatu, Wydawnictwo Uniwersytetu Jagiellońskiego, Kraków 2016, ISBN 978-83-233-4070-6.
- Bezpieczeństwo energetyczne i ochrona klimatu w drugiej dekadzie XXI wieku, Wydawnictwo Uniwersytetu Jagiellońskiego, Kraków 2017, ISBN 978-83-233-4239-7.